# Александър Головин (общественик)
Александър Фьодорович Головин (рус. Александр Фёдорович Головин) е руски държавен чиновник и обществен деец.

## Биография
Роден е през 1850 г. в село Елци, Новгородска губерния, Руска империя. По време на Руско-турската война от 1877 – 1878 г. е доброволец телеграфист. В България пристига като помощник на руския императорски комисар княз Александър Дондуков-Корсаков. През 1879 г. става първият директор на пощите и телеграфите в България. Същата година сключва брак с Анастасия Николау, по-късно тя става известна като д-р Анастасия Головина.
Заедно със съпругата си сътрудничи на руския вестник „Голос” (1863-1884) и някои европейски вестници. През лятото на 1885 семейство Головини посещават Източна Румелия, за да се запознаят отблизо с подготовката на Съединението и да информират княз Александър I. Политическите събития в България от периода на управлението на първия български княз Головин е описал с много пристрастия в книгата си „Княз Александър I Българский (1879-1886).” (1897). Голямо внимание в нея е отделено на Съединението на Княжество България и Източна Румелия (1885).
В периода 1882 – 1883 г. оглавява бюрото за кореспонденция при Политическия кабинет на княз Александър I Батенберг. След това е назначен в Княжеската канцелария. Участва като доброволец в Сръбско-българската война от 1885 г. 
След абдикацията на княза (1886) семейство Головини напуска България. За кратко време живеят в Цюрих, където Анастасия Головина специализира в Университетската клиника. Връщат се в България през 1887 г. и се установяват във Варна.
Умира на 18 февруари 1904 г. във Варна.